# Wodospady Livingstone’a

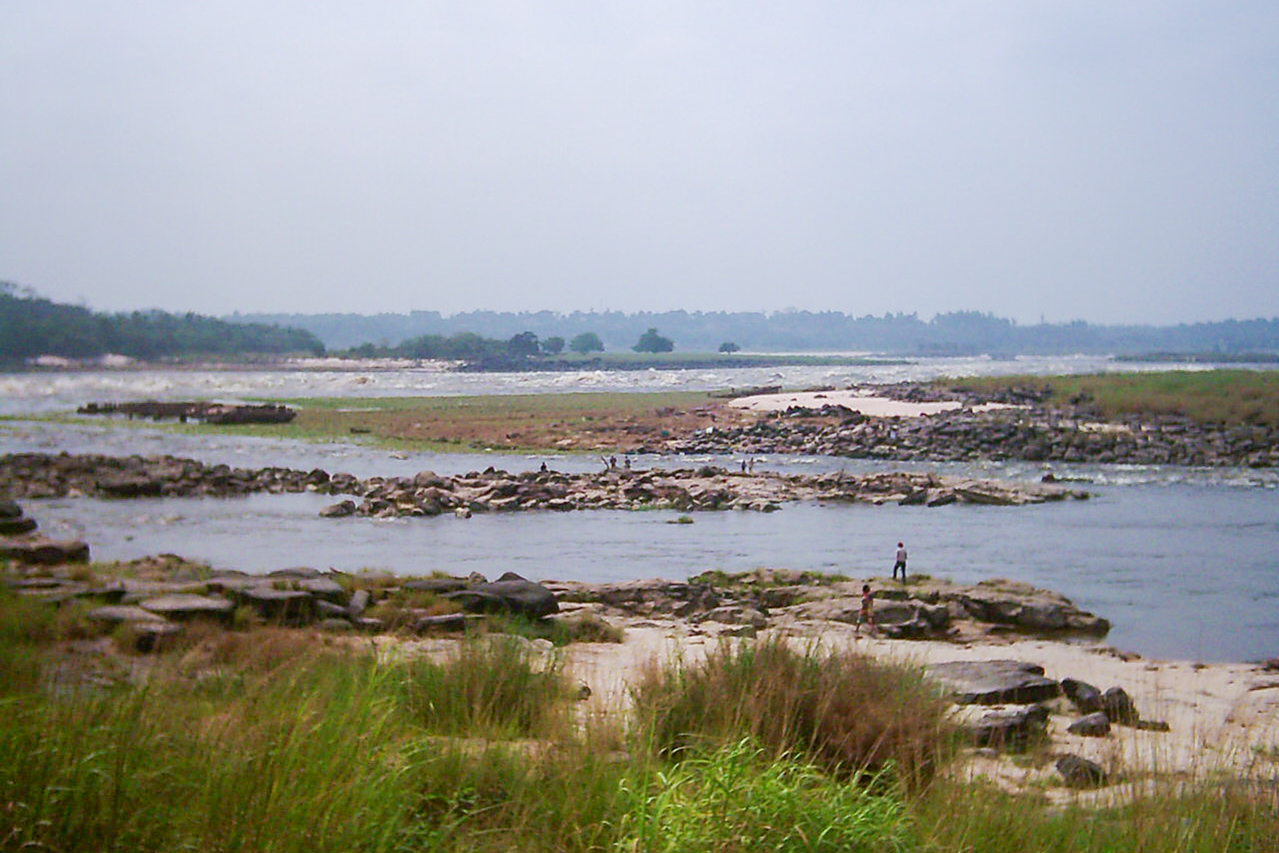
Pierwszy z porohów koło Kinszasy

Wodospady Livingstone’a – szereg progów wodnych zakończonych niecką zwaną „Piekielnym Kotłem” na rzece Kongo w Demokratycznej Republice Konga w Afryce, około 200 kilometrów od ujścia rzeki do Atlantyku. Odcinek wodospadowy zajmuje około 350 kilometrów przełomu rzeki przez pasmo Gór Krystalicznych w obrębie Progu Dolnogwinejskiego, pomiędzy miastami Kinszasa i Matadi. Różnica poziomów wynosi tu 270 metrów. Nazwane zostały tak na cześć szkockiego misjonarza i badacza Afryki Davida Livingstone’a, który wprawdzie badał górne partie dorzecza Konga, ale w pobliżu wodospadów nigdy nie był.
Wodospady Livingstone’a to największa na świecie naturalna bariera rzeczna pod względem wielkości przepływu (Kongo jest drugą po Amazonce rzeką pływową świata). Jak są niebezpiecznie świadczy fakt, że w roku 1985 siedmiu śmiałków z francuskiej ekspedycji, która próbowała je pokonać na specjalnie przygotowanych pontonach, zaginęło bez śladu. 
W roku 2012 najtrudniejsze fragmenty Wodospadów Livingstone’a zostały przepłynięte na kajakach przez międzynarodową ekspedycję The Grand Inga Project.